# Amomyrtus
Amomyrtus , rod drveća iz porodice mirtovki (Myrtaceae) smješten u tribus Myrteae. Priznate su dvije vrste iz Čilea Argentine.

## Vrste
1. Amomyrtus luma (Molina) D.Legrand & Kausel
2. Amomyrtus meli (Phil.) D.Legrand & Kausel

|  | Zajednički poslužitelj ima još gradiva o temi Amomyrtus |
|  | Wikivrste imaju podatke o taksonu Amomyrtus             |